# レオ11世 (ローマ教皇)
レオ11世（Leo XI, 1535年6月2日 - 1605年4月27日）は、17世紀初めのローマ教皇（在位：1605年）。本名はアレッサンドロ・オッタヴィアーノ・デ・メディチ（Alessandro Ottaviano de' Medici）。
トスカーナ大公国のメディチ家とは遠縁に当たり、マリア・デ・メディチを妻としていたフランス王アンリ4世の後援を受けて1605年4月1日に教皇位についたが、選出のわずか26日後に世を去った。
彼が教皇の座に就けたのは、トスカーナ大公フェルディナンド・デ・メディチの影響力が大きい。この元枢機卿はレオ11世の死後も力を遺憾なく発揮し、次の教皇にはパウルス5世（スペイン派）を選出させている。